# Кожевенное производство

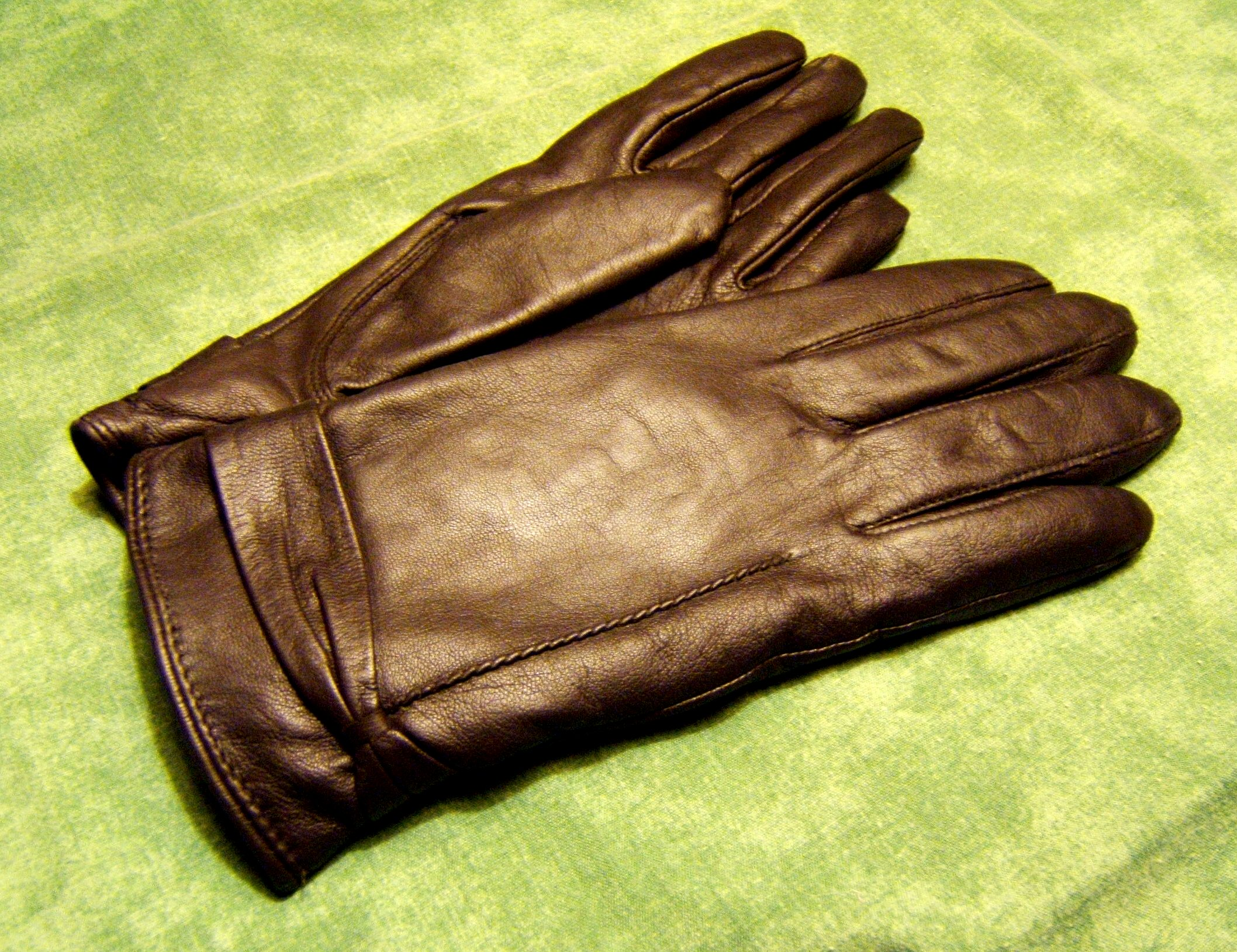
Перчатки, изготовленные из шевро

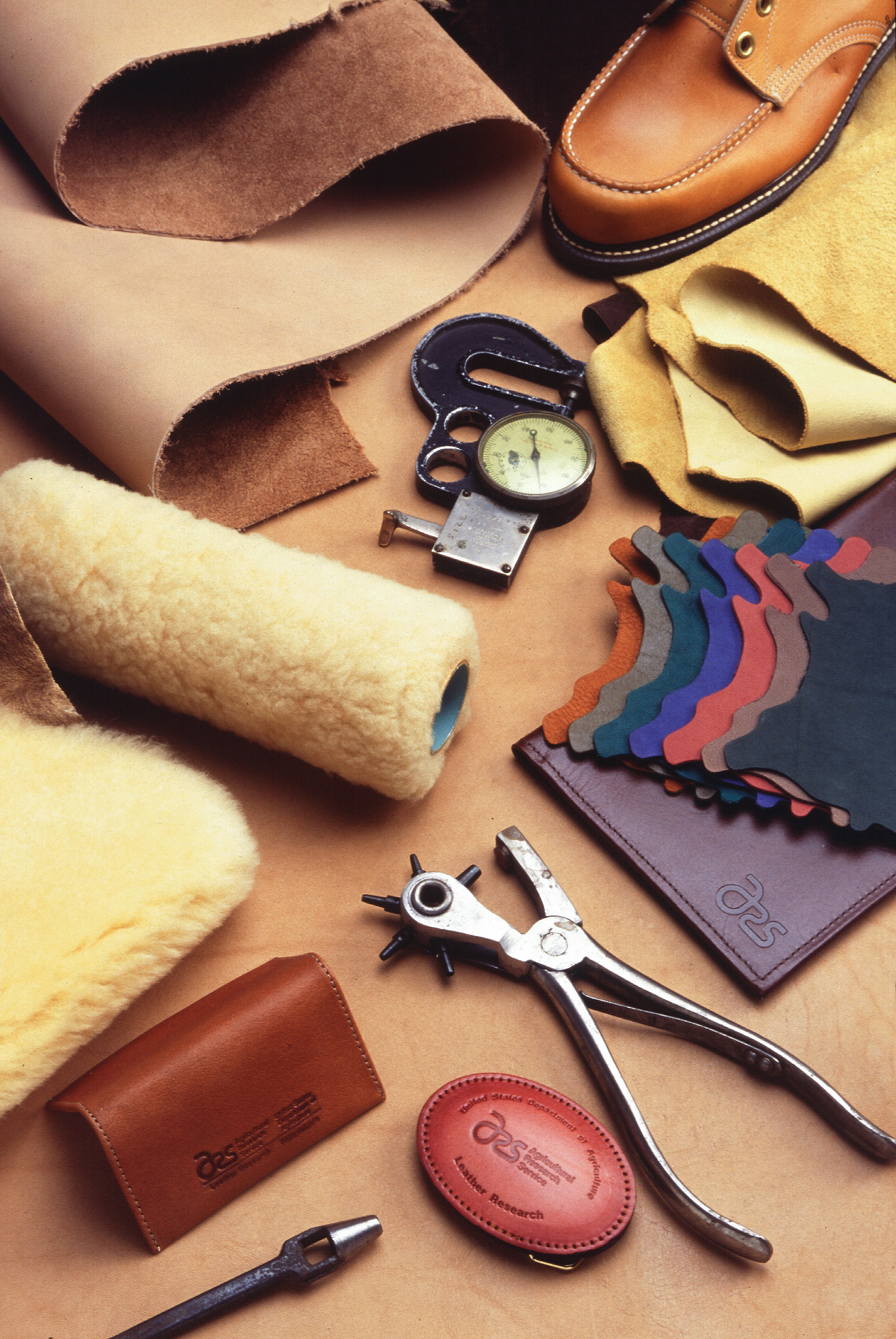
Различные кожаные изделия и несколько кожевенных инструментов

Кожевенное производство — одна из отраслей лёгкой промышленности, заключающаяся в механической и физико-химической выделке кожи животных, преимущественно крупного рогатого скота, а также морских млекопитающих.
К производству кожевенной промышленности относятся и предприятия, производящие искусственные мягкие и жёсткие кожи, искусственные меха.
Продукция кожевенной промышленности используется в производстве обувной и других отраслей лёгкой промышленности.
Ассортиментом продукции кожевенной промышленности являются твёрдые кожаные изделия — для подошв и др. части кожаной обуви, мягкие кожаные изделия — в основном хромовые, также шорно-седельные изделия, одежда, галантерейные изделия, технические кожи и тому подобное. Кожа также используется в различных областях, от производства обуви и одежды до переплёта книг и изготовления обивки мебели и кожаных обоев.

## История
Выделка кож — одно из древнейших ремёсел, известных человечеству.
Широкое распространение кожеобработка получила и в России. Здесь сложилось несколько районов, отличавшихся широким развитием кожевенного производства.

## Современное производство
Пройдя долгий путь развития, кожевенное производство стало одной из ведущих отраслей многих стран мира, которое использует передовые достижения науки, техники и новейшие технологии.
Производство сырья сосредоточено в районах животноводства, где кожевенное сырье является побочным продуктом при производстве мяса и мясных продуктов. Поставщиком синтетических материалов является химическая промышленность.
В настоящее время существуют три основные стадии кожевенного производства:
- отмочно-зольные процессы;
- подготовительные процессы и дубление;
- химическая отделка и красильно-жировальные процессы.

### Отмочно-зольные процессы
На первой стадии отмока имеет цель возвратить шкуре состояние (по степени содержания влаги), которое она имела в парно̀м состоянии. После стадии отмоки в отработанных растворах находятся грязь, растворимые белки, соли (хлорид и карбонат натрия), нафталин, жиры, антисептики. В результате операции обезволошивания-золения происходит удаление волоса и эпидермиса, а также видоизменяется волокнистая структура дермы — происходит разволокнение и дефибриляция.

### Подготовительные процессы и дубление

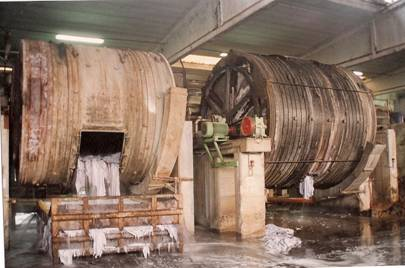
Дубление кож в барабанах

На второй стадии в результате операции обеззоливания-мягчения нейтрализуют дерму, удаляют соединения кальция, межфибрилярное неколлагеновое вещество, жиры. Следующая операция на этой стадии — пикелевание, которое позволяет подготовить гольё (обезволошенную и подготовленную в ходе предыдущих операций шкуру) к дублению путём обработки кислотой в присутствии некоторых добавок. Заключительной операцией на этой стадии является дубление, в результате которого происходит стабилизация дермы путём фиксации в её коллагеновой структуре дубящих соединений и блокировки различных поверхностных химических групп. В зависимости от типа дубления при этой операции применяются:
- при хромовом дублении — основной сульфат хрома, сульфат и карбонат натрия;
- при растительном дублении — натуральные танины, различные органические кислоты;
- при дублении синтанами — фенолы и конденсированные полифенолы.

### Химическая отделка и красильно-жировальные процессы
На заключительной стадии химической отделки производятся следующие операции:
додубливание (используются соединениям хрома, синтаны, другие специальные средства); крашение (используются различные красители, органические и минеральные кислоты); жирование (используются жиры, масла, эмульгаторы, аммиак)

## Экономика
По состоянию на 2010 год объём производства российской кожевенной отрасли в денежном выражении составляет 15 млрд рублей. В натуральном выражении — 2,5 млрд кв дм (1,5 % мирового производства кож). В России работает 41 кожевенный завод (против 70 в советское время), на производстве занято 18 тыс. человек.

## Доля в мировой экономике

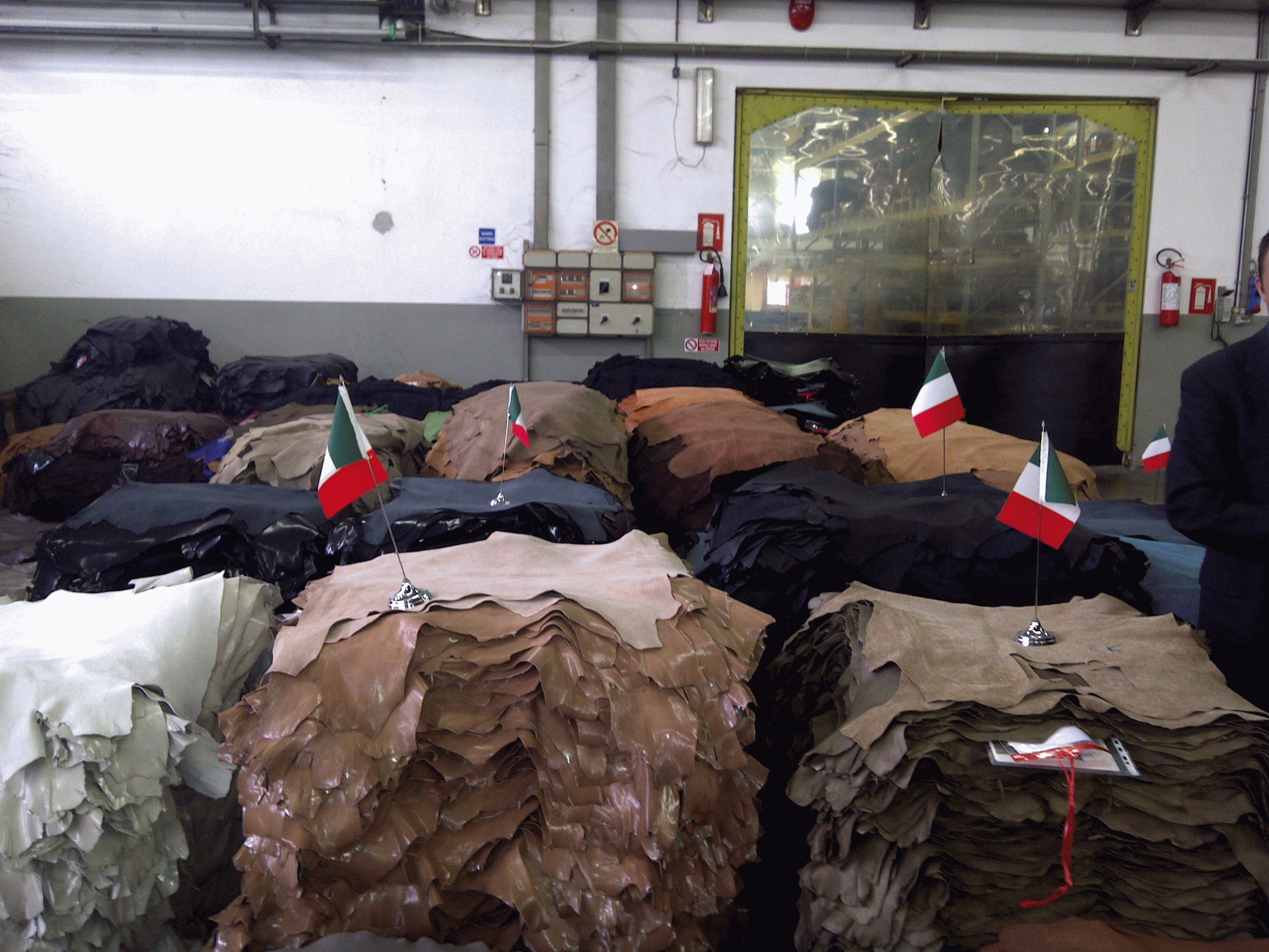
Склад готовой кожи. Италия

Во многих странах кожевенная промышленность и смежные с ней отрасли вносят значительный вклад в развитие экономики и создание новых рабочих мест.
Общая численность занятых в кожевенной промышленности рабочих превышает 500 тысяч человек, а с учётом работающих в обувной и кожгалантарейной отраслях это число увеличится в несколько раз.
В одних странах Европейского Союза в кожевенной промышленности работает до 50 тыс. человек. Кожевенная промышленность существует почти во всех странах Европы, в частности больше всего предприятий данной отрасли сосредоточено в южной Европе (наиболее развита в Италии).
Кожевенное сырье, кожа, кожаная обувь играют важную роль в международной торговле. По данным FAO среднегодовой товарооборот кожаным сырьем, кожаными полуфабрикатами, готовой кожей и кожаной обувью в 1994—1996 гг. в мире составлял более 43,4 млрд долл., что превысило суммарный объём мирового товарооборота мяса, риса, чая и кофе.